# Budō
Budō (武道 (võ đạo)) là một thuật ngữ trong tiếng Nhật mô tả võ thuật Nhật Bản hiện đại. Theo nghĩa đen, nó có nghĩa là "con đường võ thuật", và có thể được coi là "Cách chiến đấu".

## Từ nguyên
Budō là một từ ghép của gốc bu (武:ぶ; chữ Hán là võ), nghĩa là "chiến đấu" hoặc "võ thuật"; và dō (道:どう; chữ Hán là đạo), nghĩa là "đường" hoặc "phương hướng" (bao gồm cả quan niệm của Phật giáo về "đạo" hay "con đường", hoặc mārga trong tiếng Phạn). 
Thuật ngữ này đề cập đến ý tưởng xây dựng các mệnh đề, đưa chúng vào phê bình triết học và sau đó tuân theo "đạo" để hiểu về chúng. Dō biểu thị một "lối sống". Dō trong tiếng Nhật là một thuật ngữ trải nghiệm theo nghĩa rằng thực hành (lối sống) là tiêu chuẩn để xác minh tính hiệu lực của kỷ luật được nuôi dưỡng thông qua một hình thức võ thuật nhất định. Budō hiện đại không có kẻ thù bên ngoài, chỉ có kẻ thù trong tâm: bản ngã của tôi phải được chiến đấu.
Tương tự như budō, bujutsu là một từ ghép từ các gốc bu (武) và jutsu (術, じゅつ, thuật), nghĩa là kỹ thuật. Do đó, budō được dịch là "con đường võ thuật",  hay "võ đạo" hoặc "cách chiến đấu," trong khi bujutsu được dịch là "khoa học chiến đấu" hoặc "kỹ nghệ võ thuật."  Tuy nhiên, cả budō và bujutsu đều được sử dụng thay thế bằng tiếng Anh với thuật ngữ "martial arts" (võ thuật), cũng như trong tiếng Việt chỉ ghi chung là "võ thuật". Budo và bujutsu có một sự khác biệt khá tinh tế; trong khi bujutsu chỉ chú ý tới phần vật lý của chiến đấu (cách đánh bại kẻ thù tốt nhất), budo cũng chú ý tới tâm trí và cách thức để phát triển bản thân.

## Các phong cách budo điển hình
- Karate
- Judo
- Iaido
- Kendo
- Kyudo
- Jodo
- Aikido
- Shōrinji kempō

## Bujutsu
Trong cách dùng hiện đại, bujutsu được dịch ra là võ thuật, khoa học quân sự, hoặc chiến lược quân sự tuỳ thuộc vào bối cảnh, và được đặc trưng bởi ứng dụng thực tế của kỹ thuật vào tình huống thế giới thực hoặc giữa chiến trường. Budō, nghĩa là con đường võ thuật, có một sự nhấn mạnh hơn về triết học.
Có thể khó phân biệt sự khác nhau giữa budō và bujutsu. Đôi khi, sự khác biệt được coi là về lịch sử; những người khác trích dẫn ra sự khác biệt trong phương pháp đào tạo, triết lý đào tạo, hoặc nhấn mạnh đến sự phát triển về tâm linh.

### Dân sự và quân sự
Nhiều người cho rằng budō là một dạng võ thuật dân sự nhiều hơn, như là một sự giải thích hay sự tiến hóa của các bujutsu lâu đời hơn, mà họ phân loại như là một phong cách quân sự hay chiến lược. Theo sự phân biệt này, võ thuật dân sự hiện đại giảm thiểu việc nhấn mạnh tính thực tiễn và hiệu quả có lợi cho sự phát triển cá nhân từ góc độ thể dục hoặc tâm linh. Sự khác biệt nằm giữa tính "dân sự" hơn so với "quân sự" của các phương diện chiến đấu và phát triển cá nhân. Họ xem budō và bujutsu như là đại diện cho một chiến lược hoặc triết lý đặc biệt về hệ thống chiến đấu, nhưng tuy nhiên, các thuật ngữ được áp dụng khá thoải mái và thường xuyên hoán đổi cho nhau.

### Võ thuật và lối sống
Một quan điểm cho rằng bujutsu là võ thuật mà bạn luyện tập, trong khi budo là lối sống mà bạn sống và con đường bạn đi bằng cách luyện tập bujutsu. Ví dụ, một người có thể nói rằng Judo và Jujutsu khi được luyện tập như một bộ môn võ thuật đều là một và đều giống nhau, nghĩa là việc luyện tập môn võ Jujutsu dẫn đến việc có được lối sống của Judo (Judo ban đầu được gọi là Kano Jujutsu, theo tên người sáng lập Judo là Kano Jigoro). Điều đó cũng đúng với các bộ môn võ thuật như kenjutsu/kendo và iaijutsu/iaido.

### Bộ môn thể thao giải trí
Budō được mô tả trong chương trình trình diễn Thế vận hội mùa hè vào năm 1964.